# Neostylopyga papuae
Neostylopyga papuae är en kackerlacksart som först beskrevs av Shaw 1925.  Neostylopyga papuae ingår i släktet Neostylopyga och familjen storkackerlackor. Inga underarter finns listade i Catalogue of Life.